# Lokal
För andra betydelser, se Lokal (olika betydelser).
Lokal, är en byggnad eller del av byggnad som är avsedd för en särskild verksamhet. I juridiska sammanhang i Sverige avses med lokal sådana byggnader eller byggnadsdelar som inte är bostäder. Normalt sett benämns en lokalarean enligt standarden LOA som definieras av Boverket. I Finland brukar ordet lokal användas synonymt med ordet lägenhet. 
Ordet "lokal" kan i dagligt tal syfta på flera olika saker, bland annat ungdomslokal eller utskänkningslokal.
Lokal kan även syfta på en fyndplats, till exempel inom biologi eller arkeologi.